# Biskupi Adria-Rovigo
Biskupi Adria-Rovigo – lista biskupów diecezjalnych i pomocniczych włoskiej diecezji Adria-Rovigo.

## Biskupi Adrii

### Biskupi diecezjalni
- Pietro (ok. 1203)
- Pietro (ok. 1206)
- Rolando Sabatino (ok. 1210 – ok. 1233)
- Guglielmo d'Este (1240–1257)
- Florio (1258 – ok. 1265)
- Giacomo (ok. 1270 – ok. 1274)
- Pellegrino (1278–1280)
- Ottolino OSBCam (1280–1284)
- Bonifacio (objął urząd ok. 1286)
- Bonazonta OP (1288–1290)
- Giovanni OFM (1307–1316)
- Salione Buzzacarino (1318–1327)
- Superanzio Lambertazzi (1327–1329)
- Benvenuto Borgisinus OP (1339–1348)
- Aldobrandino d’Este (1348–1353)
- Giovanni da Siena OFMConv. (objął urząd w 1352)
- Antonio Contarini (1384–1386)
- Ugo Roberti (1386–1392)
- Giovanni Enselmini (1392–1404)
- Giacomo Bertucci degli Obizzi (1404–1441)
- Bartolomeo Roverella (1444–1445)
- Giacomo degli Oratori (1445–1446)
- Biagio Novello (1447–1465)
- Tito Novello (1465–1487)
- Nicolò Maria d’Este (1487–1507)
- Beltrame Costabili (1507–1519)
- Ercole Rangone (1519–1524)
- Giambattista Bragadin (1524–1528)
  - Giovanni Domenico de Cupis (1528–1553) administrator apostolski
- Giulio Canani (1554–1591)
- Lorenzo Laureti OCarm. (1591–1598)
- Girolamo di Porzia (1598–1612)
- Ludovico Sarego (1612–1622)
- Ubertinus Papafava (1623–1633)
- Germanicus Mantica (1633–1639)
- Giovanni Paolo Savio (1639–1650)
- Bonifacio Agliardi (Alliardi) CR (1655–1666)
- Tommaso Retani (1667–1677)
- Carlo Labia CR (1677–1701)
- Filippo della Torre (1702–1717)
- Antonio Vaira (1717–1732)
- Giovanni Soffietti CRM (1733–1747)
- Pietro Maria Suárez (1747–1750)
- Pellegrino Ferri (1750–1757)
- Giovanni Francesco Mora COr (1758–1766)
- Arnaldo Speroni OSB (1766–1800)
- Federico Maria Molin (1807–1819)
- Carlo Pio Ravasi OSB (1821–1833)
- Antonio-Maria Calcagno (1834–1841)
- Bernardo Antonino Squarcina OP (1842–1851)
- Giacomo Bignotti (1852–1857)
- Camillo Benzon (1858–1866)
- Pietro Colli (1867–1868)
- Emmanuele Kaubeck (1871–1877)
- Giovanni Maria Berengo (1877–1879)
- Giuseppe Apollonio (1879–1882)
- Antonio Polin (1882–1908)
- Tommaso Pio Boggiani OP (1908–1912)
- Anselmo Rizzi (1913–1934)
- Guido Maria Mazzocco (1936–1968)
- Giovanni Mocellini (1969–1977)
- Giovanni Maria Sartori (1977–1986)

### Biskup pomocniczy
- Marcello Rosina (1963–1969)

## Biskupi Adria-Rovigo
- Giovanni Maria Sartori (1986–1987)
- Martino Gomiero (1988–2000)
- Andrea Bruno Mazzocato (2000–2003)
- Lucio Soravito de Franceschi (2004–2015)
- Pierantonio Pavanello (od 2015)